# William Halcrow
Sir William Halcrow (* Juli 1883 in Bishopwearmouth, Sunderland; † 1958) war einer der angesehensten englischen Bauingenieure des 20. Jahrhunderts, speziell geachtet für seine Fachkompetenz bei der Planung von Tunneln und für Bauprojekte während des Zweiten Weltkriegs.

## Frühe Jahre
Halcrow wurde in Schottland in Bishopwearmouth, Sunderland (an der Adresse 9 Shakespeare Terrace) geboren, zu einer Zeit, in der sich in Sunderland Eisenbahn und Hafen umfangreich entwickelten.
In den frühen 1900er Jahren trat er seine Ausbildung in der Londoner Zweigstelle der Firma P.W. and C.S. Meik an (die Ingenieursbrüder Patrick und Charles Meik waren zufälligerweise auch in Bishopwearmouth geboren). Eines seiner frühesten Projekte war die Kinlochleven-Wasserkraftanlage in den westlichen Highlands von Schottland, wo er als Assistenz-Verbindungsingenieur arbeitete.
1910 verließ er die Firma, um Erfahrungen in Übersee zu gewinnen. Er arbeitete am Bau des King George V-Docks in Singapur. Während des Ersten Weltkrieges, zurück in Schottland, war er mit dem Bau des Invergordon-Marinestützpunktes und mit Verteidigungsanlagen in Scapa Flow auf den Orkney-Inseln beauftragt.

## Lochaber
Nach einer kurzen Episode in Singapur am Projekt des Johor–Singapore Causeway (um 1919), kehrte er zurück zu Charles Meik, um am Entwurf der Lochaber-Wasserkraftanlage zu arbeiten, die im Westen Schottlands die Energie für eine Aluminiumhütte in Fort Williams bereitstellen sollte. Als Meik 1923 starb, lag die Fortführung dieses ambitionierten Projekts in Halcrows Händen. Es beinhaltete den Bau eines Tunnels mit 5 m Durchmesser und 24 km Länge durch das Ben-Nevis-Massiv, und die Schaffung einer Reihe von Staudämmen und Stauseen. Im selben Jahr wurde die Firma in C.S. Meik and Halcrow umbenannt.

## Verdienste im Krieg
Seine Verantwortung erstreckte sich auf Tunnel unter Whitehall und für das Post- und Telekommunikationsamt.
Seine Kenntnisse, die er in Lochaber gewonnen hatte, erwiesen sich als unschätzbar, als sich der Zweite Weltkrieg näherte und die Verkehrsbehörden versuchten, die Londoner U-Bahn vor Überflutung zu schützen. Er half auch, tiefe Luftschutzbunker zu entwerfen, acht davon wurden vorhandenen Stationen angeschlossen wie der Goodge Street-Station. Diese beherbergte auch ein Befehlszentrum, das von General Eisenhower benutzt wurde, um 1944 die Landung in der Normandie am D-Day zu dirigieren.
Halcrows Expertise wurde auch bei vorbereitenden Arbeiten am Manod-Schiefer-Steinbruch in Nord-Wales genutzt, der verwendet wurde, um Schätze aus der National Gallery vor Luftangriffen zu schützen. Seine Firma war an der Planung der bewehrten Beton-Senkkästen (Caissons) beteiligt, die für die Mulberry-Häfen gebraucht wurden, die nach dem D-Day in Nordfrankreich angelegt wurden, während seine Kenntnisse beim Talsperrenbau von Barnes Wallis genutzt wurden, um die Rollbombe zu perfektionieren, die bei der berühmten Operation Chastise oder Dam Busters-Aktion im Mai 1943 verwendet wurde.

## Weiterentwicklung in Friedenszeiten
Nach dem Krieg richtete sich Halcrows Aufmerksamkeit wieder auf Schottland. Statt Strom für die Aluminiumproduktion zu erzeugen, befürwortete die nordschottische Wasserkraft-Stromversorgungsgesellschaft eine neue Generation von Wasserkraftanlagen zur Produktion von Strom für den öffentlichen Bedarf. Die 'Glen Affric'-Anlage startete 1947 und war die größte, aber da waren ähnlich beeindruckende Projekte in benachbarten Einzugsgebieten wie zum Beispiel Glen Garry und Glen Moriston – die letztere beinhaltete eines der ersten Kavernenkraftwerke im Vereinigten Königreich – und Strathfarrar und Kilmorack.
In Wales wendete sich Halcrow Firma auch Wasserversorgungsprojekten zu. Die Claerwen-Talsperre, die 1952 eröffnet wurde und später die Clywedog-Talsperre halfen, mit ihren Wasserspeichern die Städte der englischen Region West Midlands zu versorgen. Halcrow war auch dabei behilflich, die Regierung zu überzeugen, ein Hydraulik-Forschungslabor in Wallingford in Oxfordshire einzurichten, während seine Kollegen Eisenbahntunnel in Potters Bar (1955) entwarfen und vorher den Woodhead Tunnel (1954) und die Arbeit an der neuen Victoria Line, der U-Bahn-Linie unter dem Zentrum von London, begannen.
In Übersee leitete Halcrow die Firma bei der Arbeit auf einem weiten Gebiet von Ingenieurprojekten, von Straßen, Brücken und Häfen in Ghana, Libyen und Mosambik bis hin zu Talsperren in Venezuela.

## Halcrows Vermächtnis
Halcrow wurde 1944 zum Knight Bachelor geschlagen und 1946 zum Präsidenten der Institution of Civil Engineers gewählt. Er ging in den späten 1950er Jahren in Ruhestand und starb 1958 in Folkestone, Kent.
Die Firma, 1941 umbenannt in W.T. Halcrow and Partners und 1944 in Sir William Halcrow and Partners, war später bekannt als Halcrow Group. Am 10. November 2011 wurde die Firma von dem amerikanischen Beratungsunternehmen CH2M Hill übernommen.